# André-Paul Duchâteau
André-Paul Duchâteau (Tournai, 8 de mayo de 1925-Uccle, 26 de agosto de 2020), conocido con varios seudónimos: D. Aisin (BD), Michel Vasseur (de 1962 a 1967), fue un guionista y novelista belga.

## Biografía
Trabajó con Tibet en la serie de cómics de detectives Ric Hochet y en el cómic occidental más humorístico Chick Bill. 
Fue director editorial de Éditions Rossel, redactor jefe del Journal de Tintin en 1976, director literario de Éditions du Lombard, responsable de la colección BD Détectives de Éditions Lefrancq en 1989 y guionista de programas de televisión. También ha escrito bajo el seudónimo de Michel Vasseur. Duchâteau también ha escrito varias novelas policiales y obras de teatro radiofónicas. Como dramaturgo, es más famoso por su obra 5 à 7 Avec La Mort (1960), que ha sido adaptada a varios medios.  
Duchâteau murió el 26 de agosto de 2020.

## Premios
- 1974: Gran premio de la literatura policíaca - Premio de Francia
- 2003: Premio Saint-Michel - Mejor historia
- 2010: Gran Premio Saint-Michel[3]